# Mercury-programmet
Mercury var USA's første bemandede rumprogram i 1961. Inden NASA sendte testpiloter i rummet, blev "ubemandede" rumfartøjer sendt af sted med chimpanser om bord. Ikke alle aberne overlevede, Enos the chimp overlevede dog missionen Mercury-Atlas 5 i 1961 på trods af en turbulent landing. 
Der var rumkapløb mellem USA og USSR, i USA var NASA blevet skabt, i 1958, for at komme først til månen med besætning. USSR havde allerede i 1960 haft overlevende rotter, mus og hunde i rummet. Den mest berømte rumhund Laika (USSR) blev sendt af sted med Sputnik 2 i 1957, men overlevede ikke.

## Bemandede Mercury-missioner
De syv testpiloter rejste alene, da der kun var plads til en person i de tidlige bemandede rumfartøjer. Hver pilot navngav selv den rumkapsel de fløj i. Tallet 7 blev tilføjet efter hvert navn for at tilkendegive alle 7 piloter.
- Mercury-Redstone 3 – Freedom 7, 5. maj 1961. Alan Shepard opholdt sig, som den første amerikaner, 15 minutter i rummet.
- Mercury-Redstone 4 – Liberty Bell 7, 21. juli 1962. Virgil Grissom opholdt sig 15 minutter i rummet.
- Mercury-Atlas 6 – Friendship 7, 20. februar 1962. Det første bemandede Mercury-fartøj i kredsløb om Jorden med John Glenn. Turen varede 5 timer og kom 3 gange rundt om Jorden.
- Mercury-Atlas 7 – Aurora 7, 24. maj 1962. Scott Carpenter gentog turen på 5 timer.
- Mercury-Atlas 8 – Sigma 7, 3. oktober 1962. Walter Schirra opholdt sig 9 timer i rummet og fløj 6 gange rundt om Jorden.
- Mercury-Atlas 9 – Faith 7, 15. maj 1963. Gordon Cooper tog turen rundt om Jorden 22 gange på 34 timer.

| Foregående: - | Mercury-programmet 1958–1963 | Efterfølgende: Gemini-programmet |